# Clase Dingyuan
La Clase Dingyuan (en chino tradicional, 定遠; en chino simplificado, 定远; pinyin, Dìngyǔan; Wade-Giles, Ting Yuen o Ting Yuan) estaba compuesta por dos buques torreta, el Dingyuan y el Zhenyuan, que fueron construidos para la Armada Imperial China en la década de 1880. Fueron los primeros buques de este tipo en ser construidos para China por la Stettiner Vulcan AG en Alemania. Inicialmente se planeó una clase de 12 buques, antes de ser reducida a tres y después a dos, con el Jiyuan siendo reducido al tamaño de un crucero protegido.
Ambos buques fueron impedidos de zarpar a China durante la guerra franco-china, pero participaron en la batalla del río Yalu el 17 de septiembre de 1894 durante la primera guerra sino-japonesa. Después participaron en la batalla de Weihaiwei a inicios de 1895, donde fueron bloqueados en el puerto. El Dingyuan fue impactado por un torpedo y encalló, siendo empleado como una fortaleza. Cuando la Flota de Beiyang se rindió a los japoneses, este fue destruido mientras que el Zhenyuan fue capturado y pasó a ser el primer acorazado de la Armada Imperial Japonesa con el nombre de Chin'en. Finalmente fue retirado de servicio en 1911 y vendido como chatarra el año siguiente.    

## Diseño
Los conflictos navales con las potencias occidentales a inicios del siglo XIX, tales como la primera guerra del Opio y la segunda guerra del Opio, durante las cuales los buques de guerra europeos derrotaron decisivamente a las tradicionales flotas de juncos chinos, impulsaron un importante programa de rearme que se inició en la década de 1880 al mando de Li Hongzhang, virrey de la provincia de Zhili. El programa fue apoyado por asesores de la Royal Navy, por lo que el primer grupo de buques -varios cañoneros ironclad y dos cruceros ligeros- fueron comprados en astilleros británicos. Después de una disputa con Japón sobre la isla de Formosa, la Armada Imperial China decidió comprar grandes buques ironclad para igualar a los de la clases Fusō y Kongō de la Armada Imperial Japonesa, que se hallaban en construcción. Inglaterra no deseaba vender buques de guerra de este tipo a China por temor a un conflicto diplomático con el Imperio ruso, a pesar de haber vendido a Japón buques similares, por lo que Li tuvo que recurrir a los astilleros alemanes.
La Armada Imperial Alemana había terminado los cuatro fragatas blindadas Clase Sachsen, por lo que ofreció venderle a China buques construidos según un diseño modificado. Li deseaba comprar 12 grandes ironclad, pero el reducido presupuesto evitó una compra de más de 3 buques, de los cuales el Jiyuan fue reducido al tamaño de un crucero protegido. En lugar de montar los cañones principales en dos grandes barbetas abiertas, como en la Clase Sachsen, el nuevo diseño montaba cuatro cañones en dos torretas situadas cerca de la proa. Los dos buques de esta clase, el Dingyuan y el Zhenyuan, fueron construidos a un costo de unos 6,2 millones de Marcos de oro, el equivalente de alrededor de 1 millón de Taeles de plata.

### Características generales y maquinaria
Los buques clase Dingyuan tenían una longitud entre perpendiculares de 94 m y una eslora de 91 m. Su manga era de 18 m y su calado era de 6,1 m. Ambos tenían un desplazamiento de 7.259 t, alcanzando las 7.790 t estando completamente cargados. Sus cascos estaban hechos de acero y llevaban un espolón en la proa. El viraje se efectuaba mediante un solo timón. Cada buque tenía una tripulación de 363 oficiales y marineros. Estaban equipados con dos mástiles militares pesados, uno delante de las torretas principales y otro detrás. Una pasarela cubría las torretas e iba desde el mástil de proa hasta las chimeneas. Cada barco transportaba dos lanchas torpederas de segunda clase detrás de las chimeneas, junto con las grúas Derrick para bajarlas al agua.
El Dingyuan y el Zhenyuan estaban propulsados por dos máquinas de vapor de tres cilindros horizontales, cada una moviendo una hélice. El vapor era generado por 8 calderas cilíndricas que estaban conectadas a dos chimeneas en el centro del buque. Las calderas estaban divididas en cuatro cuartos de calderas. Las máquinas de vapor tenían una potencia de 4.500 kW y ofrecían una velocidad máxima de 14,5 nudos, aunque ambos buques superaron estas cifras durante sus pruebas de mar, con el Zhenyuan alcanzando 5.400 kW y 15,4 nudos. Los buques normalmente transportaban 710 t de carbón, pudiendo transportar 1.000 t. Esto les permitía un radio de acción de 4.500 millas náuticas a una velocidad de 10 nudos. Ambos buques fueron equipados con aparejo de velas para el viaje desde Alemania hasta China, aunque después este fue retirado.

### Armamento y blindaje

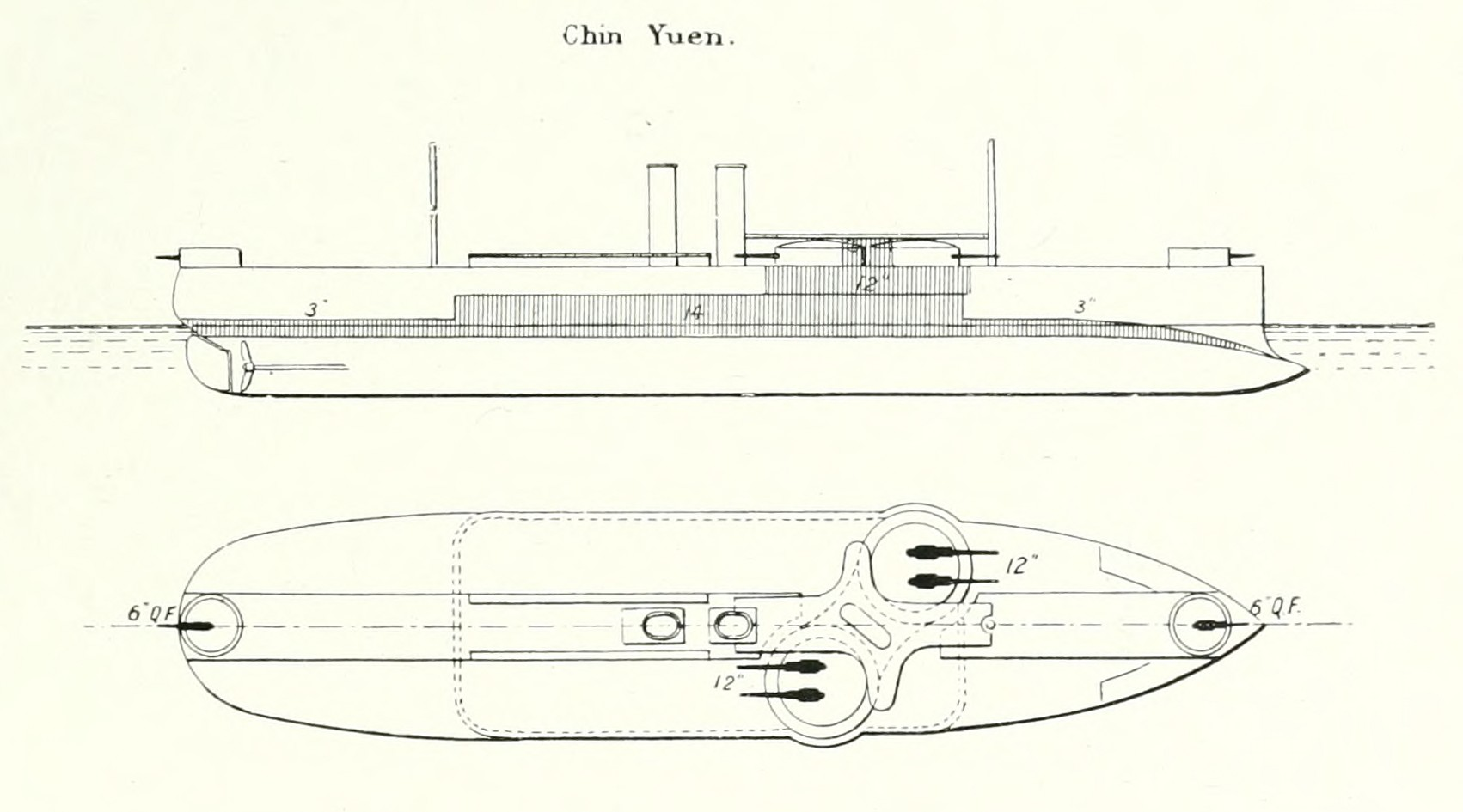
Vistas de perfil y de planta de un buque Clase Dingyuan.

Los buques estaban armados con cuatro cañones de 300 mm y cañas de 25 calibres, montados en dos torretas principales. A veces se indica que las torretas tenían una disposición diferente en el Dingyuan y el Zhenyuan, pero los cañones principales de ambos buques estaban dispuestos de la misma forma, con la torreta de estribor delante de la torreta de babor. Estos cañones eran Krupp de 32 t. La ubicación de los cañones producía problemas de viraje, haciendo que la proa de ambos buques fuese salpicada.

Los cañones secundarios eran dos cañones de 150 mm, uno montado a proa y el otro montado a popa. Para la defensa contra lanchas torpederas, tenía dos cañones rotativos Hotchkiss de 47 mm y ocho cañones automáticos Maxim-Nordenfelt de 37 mm montados en casamatas.
Tres tubos lanzatorpedos de 356 mm completaban el armamento; uno iba montado en la popa, y los otros dos estaban delante de las torretas principales, todos por encima de la línea de flotación. A veces se menciona que los tubos lanzatorpedos eran de 381 mm.
El cinturón blindado de ambos buques tenía un espesor de 360 mm, mientras que el blindaje de las torretas era de 300 mm. La cubierta blindada tenía un espesor de 76 mm, pero no alcanzaba a proteger la proa ni la popa. El blindaje de la torre de mando tenía un espesor de 200 mm, mientras que el blindaje de las torretas de los cañones secundarios fluctuaba entre 76 mm y 130 mm.

## Buques
| Nombre   | Constructor       | Puesto en grada    | Botado                  | Comisionado       |
| -------- | ----------------- | ------------------ | ----------------------- | ----------------- |
| Dingyuan | AG Vulcan Stettin | 31 de mayo de 1881 | 28 de diciembre de 1881 | 2 de mayo de 1883 |
| Zhenyuan | AG Vulcan Stettin | Marzo de 1882      | 28 de noviembre de 1882 | Marzo de 1884     |

## Historia
Terminados a inicios de 1883 y 1884 respectivamente, el Dingyuan y el Zhenyuan debían zarpar a China con tripulaciones alemanas, pero los retrasos - principalmente por presión diplomática francesa debido al inicio de la Guerra franco-china en 1884 - mantuvieron a los buques en Alemania. Una triupulación alemana realizó pruebas de tiro en el mar con el Dingyuan, provocando la rotura de los vidrios a bordo del buque y daños a una chimenea. Cuando la guerra terminó en abril de 1885, a los dos acorazados se les permitió zarpar a China junto con el Jiyuan. Los tres buques arribaron a China en octubre y fueron oficialmente comisionados en la Flota de Beiyang. El Dingyuan fue el buque insignia de la nueva formación y al inicio de la Primera guerra sino-japonesa, estaba al mando del Comodoro Liu Pu-chang, mientras que el Almirante Ding Ruchang también se hallaba a bordo. El Zhenyuan estaba al mando del Capitán de navío Lin T'ai-tseng. Al iniciarse la guerra en 1894, ambos buques participaron el 17 de septiembre en la batalla del río Yalu.
Ambos buques formaban la parte central de la línea de batalla china, con órdenes de apoyarse mutuamente. Un disparo del Dingyuan a 5.500 m de la flota japonesa fue el primer ataque de la flota china, que destruyó su propio puente volante e hirió al Almirante y su Estado Mayor. También resultó destruido su mástil de señales, causando que la flota china opere solo en apoyo mutuo durante la batalla. Durante el transcurso de la batalla, la mayor parte de la flota japonesa concentró sus disparos sobre ambos acorazados, pero estos continuaron a flote después de la retirada japonesa al caer la noche. Cada buque fue impactado por cientos de obuses, pero sus cinturones blindados no llegaron a ser perforados. El Zhenyuan resultó dañado el 7 de noviembre, después de chocar con un arrecife sin marcar, que lo puso fuera de servicio hasta enero de 1895.

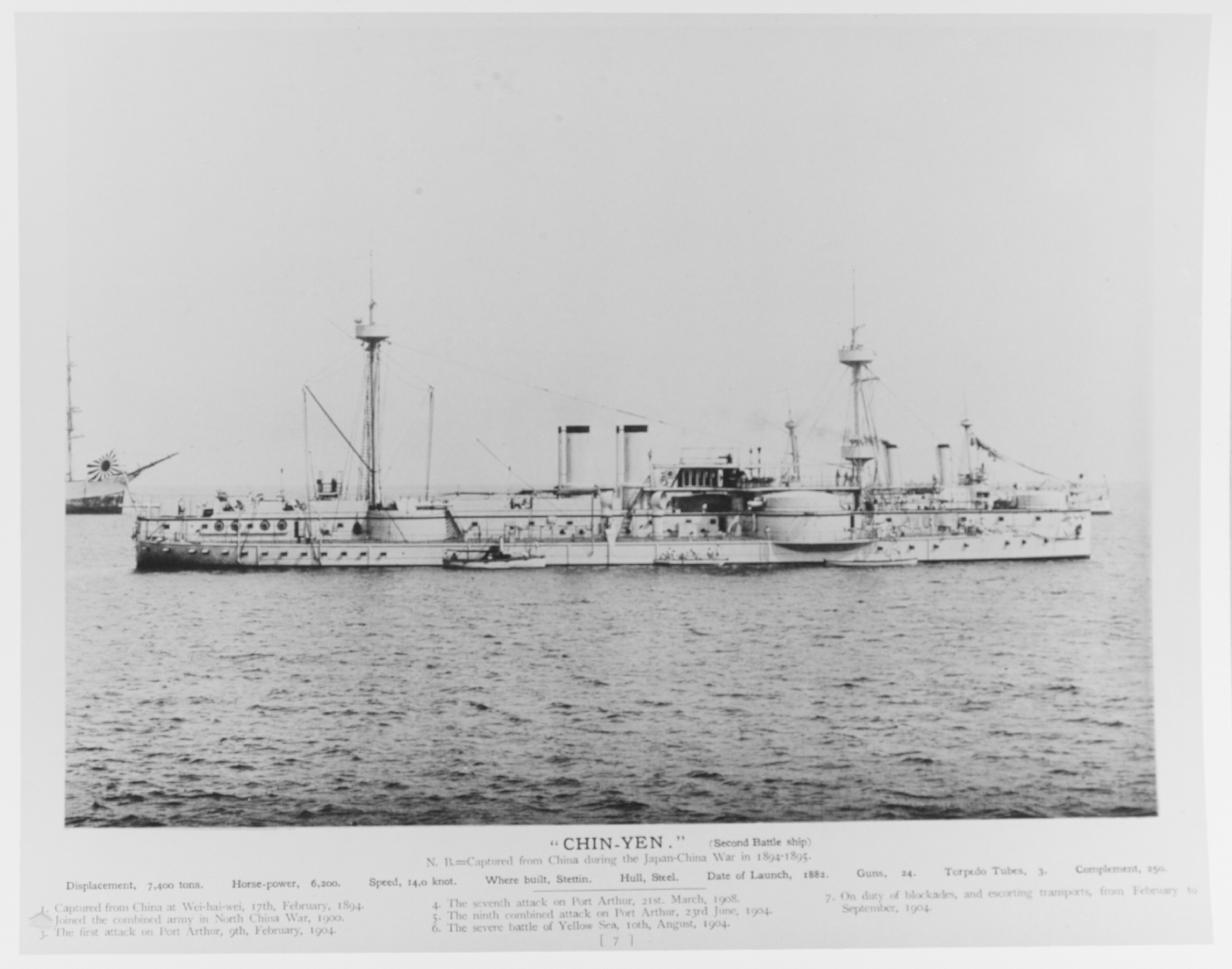
El Zhenyuan en servicio japonés como el Chin'en.

Ambos buques fueron sorprendidos en el puerto durante la Batalla de Weihaiwei a inicios de 1895, con el Zhenyuan parcialmente navegable. No pudieron evitar la captura de las fortificaciones del puerto por los japoneses, siendo atacados por lanchas torpederas durante la noche. El Dingyuan fue impactado por un torpedo y empezó a hundirse. Fue rápidamente encallado, para después ser utilizado como una fortaleza. La bandera del Almirante Ruchang fue mudada al Zhenyuan. Como no pudieron reflotarlo, los japoneses dinamitaron al Dingyuan, aunque el relato de un testigo sugiere que fueron los chinos quienes lo destruyeron.
El Zhenyuan fue capturado y recomisionado en la Armada Imperial Japonesa como el Chin'en, pasando a ser el primer acorazado de la flota. Fue añadido al Registro Naval el 16 de marzo y después se le cambió su armamento. Mientras otros acorazados pasaban a formar parte de la Armada Imperial Japonesa, el Chin'en fue reclasificado como acorazado de segunda clase el 21 de marzo de 1898 y después como buque de defensa costera de primera clase el 11 de diciembre de 1905. Durante su servicio bajo bandera japonesa, participó en la guerra ruso-japonesa como escolta de convoyes. Fue borrado del Registro Naval el 1 de abril de 1911 y empleado como blanco por el crucero de batalla Kurama. Fue vendido como chatarra el 6 de abril de 1912, mientras que su ancla se conserva cerca de la ciudad de Kobe.

## Galería

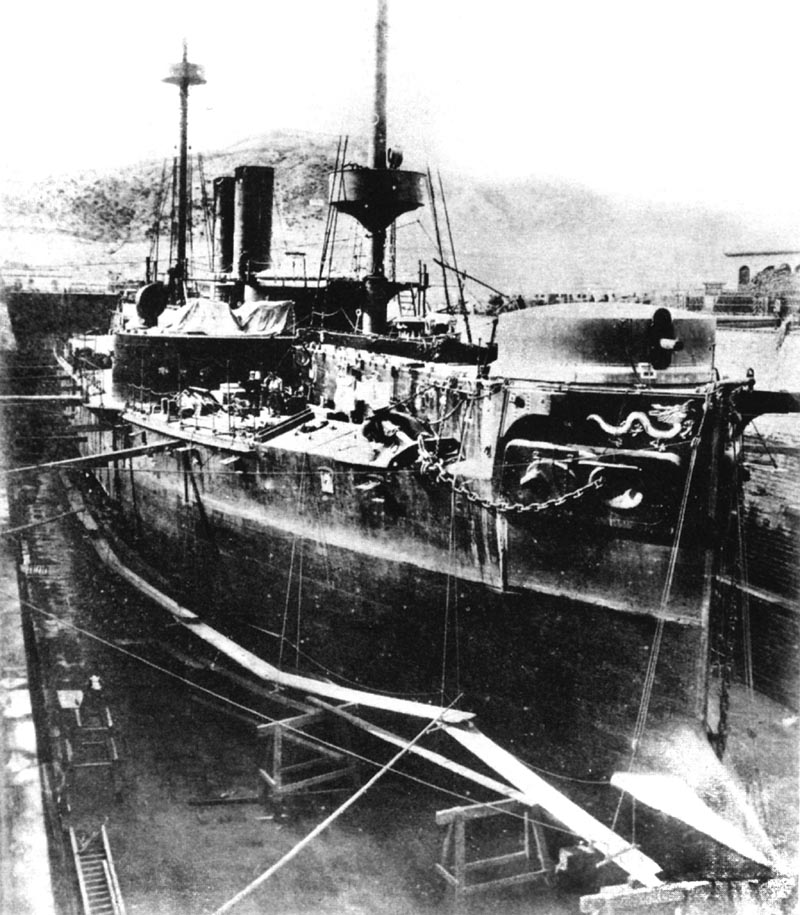
El Dingyuan en dique seco en Lüshun, durante la primera guerra sino-japonesa.
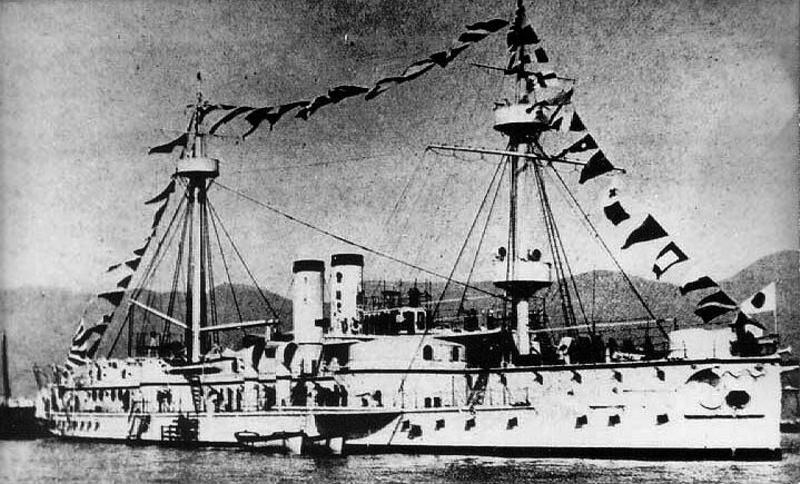
Revista naval del acorazado japonés Chin'en.

## Anexos
- Anexo:Acorazados
- Anexo:Navíos de la Armada Imperial Japonesa